# 小笠原則普
小笠原 則普（おがさわら のりひろ、寛保3年（1743年） - 没年不詳）は、江戸時代後期の旗本。通称は鍋蔵、宗四郎、仁右衛門。父は旗本・小笠原照羽。妻は安田元親の娘。子に小笠原真温らがいる。家禄は70俵。
宝暦12年（1762年）9月28日に勘定役に列する。安永5年（1776年）7月2日から、東海道や美濃国に赴き、河川普請を務め、黄金2枚を賜る。また新田開発の検地や河川普請のために信濃国、尾張国、美濃国に赴いた。天明6年（1786年）12月27日に家督相続した後は、翌7年（1787年）から同8年（1788年）まで陸奥国塙代官所、寛政元年（1789年）まで出羽国寒河江代官所、同5年（1793年）まで駿府代官所、文化元年（1804年）まで甲府代官所の代官を歴任した。同年3月22日に代官職を致仕した。